# Леди исчезает (фильм, 1979)
«Леди исчезает» (англ. «The Lady Vanishes») — комедийный детективный боевик режиссёра Энтони Пейджа, ремейк фильма Альфреда Хичкока «Леди исчезает» 1938 года.

## Сюжет
Сюжет фильма разворачивается накануне Второй мировой войны в 1939 году. Главным местом действия является экспресс, на котором совершают путешествие из Германии в Англию. На этом поезде американская наследница Аманда Келли (Сибилл Шеперд), ожидающая свадьбу, подружилась со старой няней, мисс Фрой (Анджела Лэнсбери). Вскоре мисс Фрой неожиданно исчезает, после чего Аманда начинает её поиски. Пассажиры отрицают, что видели старую няню, но Аманде удаётся убедить в своей правоте американского фотографа Роберта Кондона (Эллиотт Гулд), с которым и ведёт дальнейший розыск. Потом выясняется, что мисс Фрой совсем не та, за которую она себя выдаёт. Ей поручено передать закодированную информацию в виде музыкальной композиции в британскую разведку. Аманде и Роберту предстоит вызволить мисс Фрой из рук доктора Хартца (Герберт Лом) и его помощников, замысливших украсть няню для передачи её немцам.

## В ролях
- Сибилл Шеперд — Аманда
- Эллиотт Гулд — Роберт
- Анджела Лэнсбери — мисс Фрой
- Герберт Лом — доктор Хартц
- Артур Лоу — Чартерс
- Джералд Харпер[англ.] — Тодхантер
- Дженни Ранэкр[англ.] — «миссис» Тодхантер
- Иан Кармайкл[англ.] — Колдикотт
- Джин Андерсон[англ.] — баронесса
- Вольф Калер[англ.] — Гельмут